# Luděk Lichnovský
Luděk Lichnovský (9 de febrer de 1995) és un ciclista txec, professional des del 2014. Actualment milita en l'equip SKC Tufo Prostějov. Combina la carretera amb el ciclisme en pista.

## Palmarès en pista
- 2015
  -  Campió de Txèquia en Puntuació